# Lycoriella subcochleata
Lycoriella subcochleata är en tvåvingeart som beskrevs av Lyudmila Komarova 2009. Lycoriella subcochleata ingår i släktet Lycoriella och familjen sorgmyggor. Inga underarter finns listade i Catalogue of Life.